# Кучук-Мамчик
Кучу́к-Мамчи́к (крымскотат.  Küçük Mamçıq, Кучюк Мамчыкъ) — исчезнувшее село в Красноперекопском районе Республики Крым, располагавшееся в центре района, по правому берегу в нижнем течении реки Чатырлык, на восточной окраине современного села Долинка.

## История
Первое документальное упоминание села встречается в Камеральном Описании Крыма… 1784 года, судя по которому, в последний период Крымского ханства  Кучук-Мамугук входил в Кырп Баул кадылык Перекопского каймаканства. После присоединения Крыма к России (8) 19 апреля 1783 года, (8) 19 февраля 1784 года, именным указом Екатерины II сенату, на территории бывшего Крымского Ханства была образована Таврическая область и деревня была приписана к Перекопскому уезду. После Павловских реформ, с 1796 по 1802 год, входила в Перекопский уезд Новороссийской губернии. По новому административному делению, после создания 8 (20) октября 1802 года Таврической губернии, Мамчик (как одна деревня) был включён в состав Бустерчинской волости Перекопского уезда.
По Ведомости о всех селениях в Перекопском уезде состоящих с показанием в которой волости сколько числом дворов и душ… от 21 октября 1805 года, в «объединённой» деревне Мамчик числилось 28 дворов, 169 крымских татар и 12 цыган. На военно-топографической карте 1817 года деревни Биюк и Кучук-Мамчик обозначены вместе с 30 дворами в обеих. В «Ведомости о казённых волостях Таврической губернии 1829 года» (после реформы волостного деления 1829 года), согласно которой деревню приписали к Ишуньской волости (переименованной из Бустерчинской), вновь фигурирует один Мамчик, а на карте 1836 года в деревне Кучук Мамчик 20 дворов, как и на карте 1842 года.
В 1860-х годах, после земской реформы Александра II, деревню осталась в составе преобразованной Ишуньской волости. Согласно «Памятной книжке Таврической губернии за 1867 год», деревня Кучук Мамчик была покинута жителями в 1860—1864 годах, в результате эмиграции крымских татар, особенно массовой после Крымской войны 1853—1856 годов, в Турцию и оставалась в развалинах.  По обследованиям профессора А. Н. Козловского 1867 года, вода в колодцах деревни была пресная «в достаточном количестве», а их глубина колебалась от 2 до 4 саженей (4—8 м); также в селении имелись родники с пресной водой. На трехверстовой карте Шуберта 1865 года в деревня ещё обозначена, а на карте, с корректурой 1876 года её уже нет.
Вновь, под названием Мамчик, встречается в «…Памятной книжке Таврической губернии на 1892 год», согласно которой в деревне Мамчик, входящей в Ишуньское сельское общество Воинской волости, было 23 жителя, домохозяйств не имеющих. По «…Памятной книжке Таврической губернии на 1900 год» в деревне Мамчик числился 25 жителей без домохозяйств. В дальнейшем в доступных источниках не встречается — вероятно, была поглощена растущей Долинкой.